# -RA・SE・N-
「-RA・SE・N-」（らせん）は、緒方恵美の8枚目のシングル。1998年11月18日にポリグラムから発売された。

## 概要
- OVA『火聖旅団 ダナサイト999.9』の主題歌として使用された[2]。
- 1999年7月1日にポリグラムは社名をユニバーサルミュージックに変更し、レーベルとしてもポリグラムの名前が使用されなくなったため、緒方にとって本作がポリグラムから発売の最後のシングルとなった。次作「silver rain」からはポリドールからの発売となった。

## 収録曲
（全作詞：緒方恵美、作曲・編曲：松尾早人）
1. -RA・SE・N- [4:40]
  - OVA『火聖旅団 ダナサイト999.9』主題歌[3]
2. あした、晴れたら [4:29]
3. -RA・SE・N-（karaoke） [4:37]

## 収録アルバム
| 曲名             | 収録アルバム     | 発売日        | 規格品番    |
| ---------------- | ---------------- | ------------- | ----------- |
| -RA・SE・N-      | 『Live [em:ou]』 | 1999年3月17日 | POCX-1115   |
| -RA・SE・N-      | 『RUNNER』       | 1999年6月30日 | POCX-1120   |
| -RA・SE・N-      | 『アイタイ。』   | 2002年12月4日 | LACA-9015/8 |
| あした、晴れたら | 『Live [em:ou]』 | 1999年3月17日 | POCX-1115   |